# Carpodacus grandis
El camachuelo de Blyth (Carpodacus grandis) es una especie de ave paseriforme de la familia Fringillidae propia de las montañas de Asia. Anteriormente se consideraba una subespecie del camachuelo dorsirrojo (Carpodacus rhodochlamys), pero en la actualidad se clasifican como especies separadas. Su nombre conmemora a su descubridor, el naturalista inglés Edward Blyth (1810–1873).

## Taxonomía
Anteriormente se clasificaba como una subespecie del camachuelo dorsirrojo (Carpodacus rhodochlamys), pero se separaron a causa de los estudios genéticos, y en la actualidad se consideran especies separadas.

## Distribución y hábitat
Se extiende desde el norte de Afganistán hasta el Himalaya occidental. Su hábitat natural son los bosques de montaña.